# هجاء (أدب)

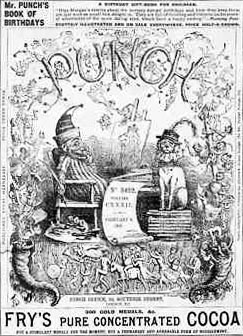
إحدى الملصقات التي تستخدم الهجاء في القرن التاسع عشر

الهجاء هو نوع أدبي، ويأخذ أحياناً أشكالاً فنّية أخرى كالرسم، فيما تتعرض الآثام والسخافة والتعدي والعيوب للنقد والاستهزاء، ويستحسن لو كان بهدف التفضيح أو جلب الانتباه لمساوئ الفرد أو مجموعة أو الحكومة أو الشركة أو حتى المجتمع إلى غاية الإصلاح. مع أن الهجاء غرضه عامة أن يكون مضحكا، إلا أنه غرضه الأعظم عادة هو نقد بناء اجتماعي، باستخدام الظرف لجلب الانتباه لقضايا معينة أو عامة في المجتمع.
قد ظهر في حضارات عدة، فاستعمله الإغريق في كتابتهم واتخذ عند العرب شكلا شعريا.
في الأعمال الخيالية، وبدرجة أقل تكرارًا في الأعمال غير الخيالية، يعتبر الهجاء نوعًا من الأدب والفنون الأدائية، إذ تعرض الرذائل والحماقات والانتهاكات والمناقص للسخرية، من الناحية المثالية بقصد الانتقاص من الأفراد أو الشركات أو الحكومة أو المجتمع نفسه لدفعه إلى التحسن. على الرغم من أن الهجاء يقصد به عادة أن يكون هزلًا، فإن الغرض الأكبر منه هو النقد الاجتماعي البناء، باستخدام الحس الفكاهي لجذب الانتباه إلى كل من القضايا الخاصة والعامة في المجتمع.
من سمات الهجاء السخرية الشديدة أو التهكم -في الهجاء، تكون السخرية شديدة- ولكن المحاكاة الساخرة، وقصص التهريج، والمبالغة، والتجاور، والمقارنة، والقياس، والتورية تستخدم جميعها بشكل متكرر في الخطاب والكتابة الهجائية. غالبًا ما تشير هذه السخرية «الشديدة» أو التهكم إلى أنها توافق على (أو على الأقل تتقبل بشكل طبيعي) الأشياء ذاتها التي يرغب الهاجي في مهاجمتها.
يمكن العثور على الهجاء في الوقت الحاضر في العديد من أشكال التعبير الفني، بما في ذلك الميمات المنتشرة على الإنترنت، والأدب، والمسرحيات، والتعليق، والبرامج التلفزيونية، ووسائل الإعلام مثل الشعر الغنائي.

## دعابة
«قواعد الهجاء هي أن عليه أن يفعل أكثر من جعلك تضحك. بغض النظر عن مدى التسلية فيه، فهي لا تهم إلا إذا وجدت نفسك تجفل قليلًا وأنت تضحك ضحكة مكتومة».
الضحك ليس عنصرًا أساسيًا في الهجاء؛ في الواقع هناك أنواع من السخرية لا يقصد بها أن تكون «مضحكة» على الإطلاق. بالمقابل، ليست كل أشكال الفكاهة، حتى في مواضيع مثل السياسة أو الدين أو الفن، بالضرورة «هجائية»، حتى عندما تستخدم الأدوات الهجائية كالسخرية والمحاكاة التهكمية وقصص التهريج.
حتى السخرية الرعناء لها «مذاق يبقى في الفم»: إذ وصفها منظمو جائزة نوبل للحماقة بأنها «تجعل الناس يضحكون أولًا، ثم تجعلهم يفكرون».

## الوظائف الاجتماعية والنفسية
في بعض الحالات، كان الهجاء والسخرية هما المصدر الأكثر فعالية لفهم مجتمع ما، إذ يمثلان أقدم أشكال الدراسة الاجتماعية. ويوفران أعمق التغلغلات إلى العقل الباطن الاجتماعي لمجموعة ما، ويكشفان عن أعمق قيمها وأذواقها، وهياكل السلطة في المجتمع. اعتبر بعض المؤلفين الهجاء متفوقًا على التخصصات غير الهزلية وغير الفنية مثل التاريخ أو الأنثروبولوجيا. في مثال بارز من اليونان القديمة، أحاله الفيلسوف أفلاطون، عندما سئل من قبل صديق عن كتاب لفهم المجتمع الأثيني، إلى مسرحيات أريستوفانيس.
تاريخيًا، سد الهجاء الحاجة الشعبية إلى فضح الشخصيات البارزة في السياسة والاقتصاد والدين وغيرها من مجالات القوة البارزة والسخرية منها. يواجه الهجاء الخطاب العام والخيال الجماعي، لاعبًا كثقل موازن يمثل رد فعل الرأي العام (سواء كان سياسيًا، أو اقتصاديًا، أو دينيًا، أو رمزيًا، أو غير ذلك) تجاه القادة والسلطات متحديًا إياهم. على سبيل المثال، يفرض على الإدارات توضيح أو تعديل أو وضع سياساتها. وظيفة الهجاء هي كشف المشاكل والتناقضات، وليس ملزمًا بحلها. وضع كارل كراوس في تاريخ الهجاء مثالًا بارزًا على دور الهاجي في مواجهة الخطاب العام.
بسبب طبيعتها ودورها الاجتماعي، تمتعت السخرية في العديد من المجتمعات بترخيص حرية خاص للسخرية من الأفراد والمؤسسات البارزة. الدافع الهزلي، وطقوسه وتعابيره، تؤدي وظيفة حل التوتر الاجتماعي. المؤسسات مثل مهرجي الطقوس، عن طريق التعبير عن الميول المناهضة للمجتمع، تمثل صمام أمان يعيد التوازن والصحة للصورة الخيالية الجماعية، التي تتعرض للخطر من الجوانب القمعية للمجتمع.
تعكس حالة الهجاء السياسي في مجتمع معين التسامح أو التعصب الذي يميزه، وحالة الحريات المدنية وحقوق الإنسان. في ظل الأنظمة الشمولية يقمع أي انتقاد للنظام السياسي، وخاصة السخرية. مثال نموذجي هو الاتحاد السوفييتي إذ تعرض المنشقون، مثل ألكسندر سولجينتسين وأندريه ساخاروف، لضغوط قوية من الحكومة. في الوقت الذي كان يسمح فيه بسخرية الحياة اليومية في الاتحاد السوفييتي، كان الساخر الأكثر شهرة هو أركادي رايكين، والسخرية السياسية موجودة في شكل نوادر، سخرت من الزعماء السياسيين السوفييت، وخاصة بريجنيف، الذي اشتهر بضيق عقله وحبه للجوائز والديكورات.